# سمندر رضایف
سمندر رضایف (ترکی آذربایجانی: Səməndər Mənsim oğlu Rzayev; ۲ ژانویهٔ ۱۹۴۵ – ۲۷ مارس ۱۹۸۶) بازیگر اهل کشور اتحاد جماهیر شوروی سوسیالیستی (جمهوری آذربایجان کنونی) بود. از فیلم‌هایی که وی در آنها بازی کرده‌است می‌توان به فیلم بابک اشاره نمود.